# Le Colonel Chabert
Pour les articles homonymes, voir Le Colonel Chabert (homonymie).
Le Colonel Chabert est un roman court d’Honoré de Balzac, paru d'abord en 1832, puis sous sa forme définitive en 1844.
Hyacinthe Chabert est un colonel de l'armée impériale de Napoléon Ier laissé pour mort à la bataille d'Eylau en 1807. Sa veuve Rose Chapotel hérite de sa fortune puis se remarie avec le comte Ferraud, aristocrate émigré qui ambitionne une carrière politique une fois la monarchie restaurée. 
Or en 1817, dix ans après son supposé décès, Chabert réapparaît, révélant qu'il a survécu à la bataille. Par l'entremise d'un juriste, maître Derville, il réclame son dû, ce qui place la comtesse Ferraud face à un dilemme : accepter que soit rendue publique la résurrection de son premier mari, au risque de devoir renoncer à sa fortune, sa nouvelle famille et son nouveau rang, ou tout faire pour maintenir la chose secrète, sachant que le retour d'un ancien officier de l'Empire n'est guère bienvenu dans le climat politique de la Restauration.

## Résumé
L’histoire commence dans une étude d’avoué où des clercs font des plaisanteries pendant qu’ils travaillent. Arrive un vieil homme : tous se moquent de lui, car il porte des vêtements usés et très démodés. Le vieil homme demande à parler au patron de l'étude, maître Derville, mais les clercs l'informent que celui-ci ne reçoit ses clients qu’à minuit. En réponse à la question d'un saute-ruisseau, le vieil homme, avant de sortir, déclare être le colonel Chabert, mort à la bataille d’Eylau. Il revient le soir même et maître Derville lui accorde une entrevue. Le colonel Chabert raconte alors son histoire.
Hyacinthe Chabert, enfant trouvé, a gagné ses galons de colonel dans la Garde impériale en participant à l’expédition d’Égypte de Napoléon Ier. Il a épousé Rose Chapotel, une fille de joie, qu’il a installée dans un luxueux hôtel particulier. Pendant la bataille d'Eylau, en 1807, il a été blessé en participant à la charge monumentale donnée par Joachim Murat — et qui a forcé l’ennemi à la retraite —, puis déclaré mort. En réalité, enfoui sous un monceau de cadavres, il est resté en vie. Dix ans plus tard, ayant réussi à faire reconnaître son identité outre-Rhin, il est revenu après de longs détours à Paris, pour découvrir que Rose Chapotel, désormais « comtesse Ferraud », s'était remariée à un homme ambitieux dont elle avait deux enfants. 
Rose avait liquidé tous les biens de son premier mari en minimisant sa succession ; en outre, la fortune du colonel devant être partagée entre sa femme, le fisc et les hospices de Paris, Napoléon avait rendu la part du fisc à Rose. C'est ce qui a permis à la jeune femme de commencer une nouvelle vie sous la Restauration et d'atteindre une position sociale élevée. En effet, c'est pour sa fortune que le comte Ferraud, de vieille noblesse, émigré pendant la Terreur puis rentré en France sans le sou en 1808, l'a épousée. Refusant de servir Napoléon, il a ensuite, au moment de la Restauration, retrouvé son rang et la pairie.

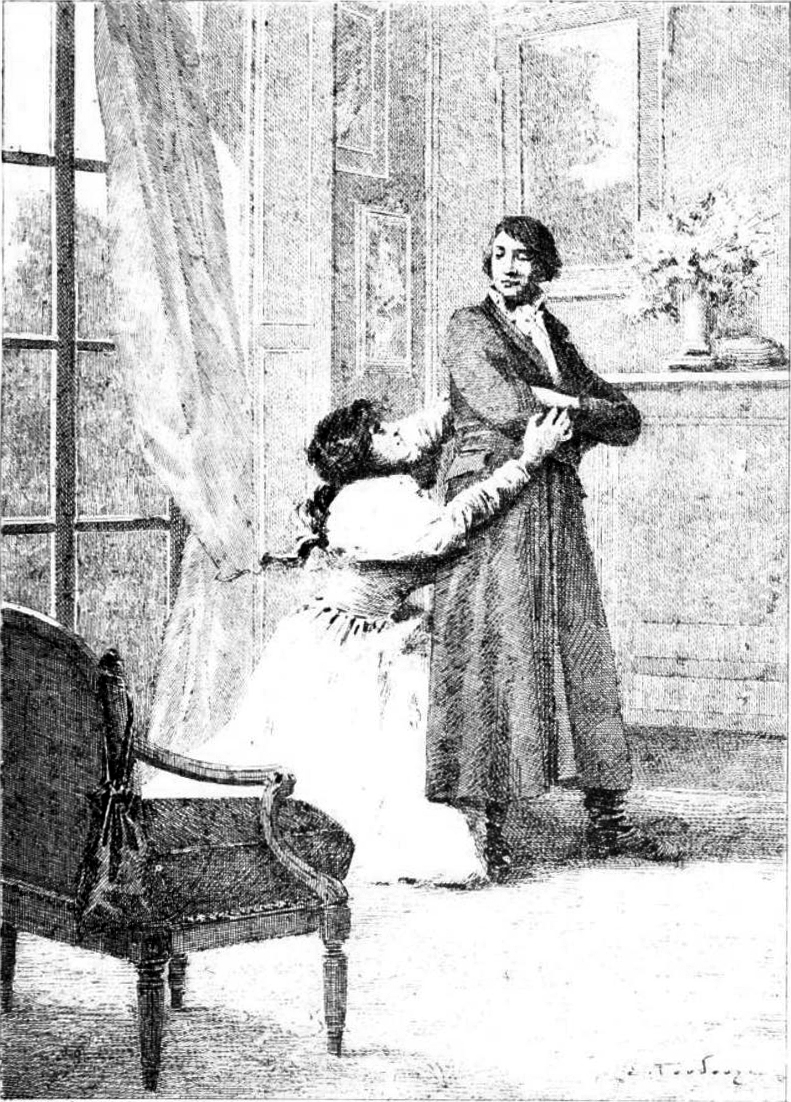
« — Ne me touchez pas ! s'écria le colonel. »

Malgré le caractère invraisemblable de son affaire, maître Derville accepte de s’occuper du « vieux carrick » (sobriquet donné à Chabert par les clercs de l’étude, du nom de l'ample redingote usagée qu'il porte). 
Chabert voudrait retrouver sa femme, ses biens, son rang ; Rose Chapotel-Ferraud redoute de perdre son rang, l'énorme fortune qu'elle a tirée de la disparition de son premier mari, son nouveau mari, dont elle est d'ailleurs sincèrement éprise, et ses enfants. Elle n’a jamais répondu aux lettres de Chabert et, lorsqu'elle apprend qu'il est vivant, refuse de le reconnaître, l'accusant d'être un imposteur, jusqu'à ce qu'elle le rencontre dans l'étude de maître Derville.

« J’ai été enterré sous les morts ; mais, maintenant, je suis enterré sous des vivants, sous des actes, sous des faits, sous la société tout entière, qui veut me faire rentrer sous terre ! »

— Balzac, Le Colonel Chabert chapitre 1
L'avoué conseille à Chabert de ne pas saisir la justice et d’accepter une transaction, que le vieil homme est finalement disposé à accepter car la comtesse a su gagner sa confiance en le cajolant honteusement et en jouant même encore sur la séduction avec lui. Elle l'envoie chez elle avec son intendant, Delbecq, signer un acte où il reconnaîtrait être un intrigant. C'est alors que Chabert, surprenant une discussion entre Delbecq et Rose, se rend compte qu’il a été berné : il déclare à sa femme qu’il la méprise et qu'il renonce à lui réclamer quoi que ce soit.
Chabert disparaît pour se réfugier à l’hospice de Bicêtre, où il devient l’anonyme no 164. Le rencontrant quelques années après, détruit par la misère, Derville s’écrie : « Quelle destinée ! Sorti de l'hospice des "Enfants trouvés”, il revient mourir à l’hospice de la "Vieillesse”, après avoir, dans l’intervalle, aidé Napoléon à conquérir l’Égypte et l’Europe. » L'avoué a décidé de quitter Paris, horrifié par les turpitudes auxquelles conduisent l'argent et la cupidité.

## Les personnages
- Hyacinthe Chabert : personnage principal, éponyme, colonel d'Empire officiellement mort à la bataille d'Eylau.
- Rose Ferraud, née Chapotel : ancienne fille de joie, épouse du colonel Chabert, remariée au comte Ferraud après sa mort présumée.
- Derville, avoué de Rose Ferraud qui n'en soutient pas moins le colonel Chabert, d'où son insistance à trouver un compromis entre les deux parties, plutôt qu'un procès.
- Delbecq, ancien avoué ruiné, secrétaire du comte Ferraud, il assiste la comtesse dans ses affaires.
- Simonnin, Godeschal : deux clercs de l'étude de Derville.
- Boucard : maître clerc.
- Le comte Ferraud : second mari de Rose Chapotel.

## Autour du roman

### Histoire du texte
En 1832, sous le titre La Transaction, une première version du texte, vraisemblablement écrite rapidement au fur et à mesure des livraisons, paraît en feuilleton dans la revue L'Artiste — numéros des 19 et 26 février puis des 5 et 12 mars. 
En 1835, le récit est rebaptisé La Comtesse à deux maris, avant de trouver son titre définitif en 1844, lorsque son auteur le rattache aux Scènes de la vie parisienne de La Comédie humaine et le dédie à son admiratrice Ida du Chasteler, qui a dessiné pour lui les blasons imaginaires des familles de sa saga. 
Transféré en 1845 dans les Scènes de la vie privée, l'œuvre fait l'objet en 1847 d'une nouvelle publication en feuilleton dans le supplément littéraire du Constitutionnel.

### Inspirations
Balzac s'inspire d'histoires réelles de certains officiers de Napoléon Ier : prenant comme modèle pour Chabert le général Jean d'Hautpoul, mortellement blessé à Eylau, il exploite en même temps l'histoire de son parent Alphonse Henri d'Hautpoul, laissé pour mort à la bataille des Arapiles.
Le personnage de Hyacinthe Chabert lui-même ne sera à nouveau mentionné qu'une seule fois dans La Comédie humaine : dans La Rabouilleuse, où l'ancien lieutenant-colonel Philippe Bridau évoque la charge glorieuse du colonel Chabert à la bataille d'Eylau.
Il n'en va pas de même de l'avoué maître Derville, personnage récurrent de la saga balzacienne connu pour son honnêteté et son humanité. S'il accepte ici d'aider judiciairement et financièrement Hyacinthe Chabert à retrouver son identité et ses droits, le fait qu'il soit en même temps l'avoué de sa femme explique qu'il conseille une transaction pour éviter un procès.

## Adaptations

### Au théâtre
- 1832 : Chabert, histoire contemporaine en 2 actes, mêlée de chants, de Jacques Arago et Louis Lurine, Paris, Théâtre du Vaudeville (2 juillet).
- 1852 : Le Colonel Chabert, ou la Femme à deux maris, drame en 5 actes de Paul Faulquemont et Adolphe Favre, Paris, théâtre Beaumarchais.
- 1903 : Le Colonel Chabert, pièce en 3 actes de Louis Forest, Paris, théâtre Antoine, (13 février).
- 1978 : Le Colonel Chabert, adaptation de Jean Meyer et Albert Husson, réalisation de Pierre Sabbagh, Au théâtre ce soir.
- 1998 : Spectacle Bal chez Balzac, création de Pierrette Dupoyet au Festival d'Avignon (évocation du père Goriot, de Vautrin, de Rastignac, d'Eugénie Grandet…). Spectacle joué en Ukraine en 2000.

### Au cinéma
- 1911 : Le Colonel Chabert. France. Réalisation : André Calmettes et Henri Pouctal.
- 1920 : Le Colonel Chabert (Il Colonnello Chabert). Italie. Réalisation : Carmine Gallone. Interprétation : Charles Le Bargy, Rita Pergament.
- 1932 : Un homme sans nom (Mensch Ohne Namen [L'Homme sans nom]). Allemagne. Réal. : Gustav Ucicky, adaptation par Robert Liebman. Interprétation : Werner Krauss (version allemande) ou Firmin Gémier (version française), Mathias Wieman, Hans Brausewetter, Helene Thimig.
- 1943 : Le Colonel Chabert de René Le Hénaff.
- 1994 : Le Colonel Chabert. Réalisation : Yves Angelo. Interprétation : Gérard Depardieu (Chabert), Fanny Ardant (la comtesse Ferraud), André Dussollier (le comte Ferraud) ; Fabrice Luchini (Me Derville).

### À la télévision
- 1956 : Le Colonel Chabert (Oberst Chabert). République Fédérale allemande. Réalisation : Volker Von Collande.